# NGC 6700
NGC 6700 é uma galáxia espiral barrada (SBc) localizada na direcção da constelação de Lyra. Possui uma declinação de +32° 16' 46" e uma ascensão recta de 18 horas, 46 minutos e 04,3 segundos.
A galáxia NGC 6700 foi descoberta em 17 de Agosto de 1873 por Édouard Jean-Marie Stephan.